# あそどっぐ
あそどっぐ（本名：阿曽 太一、1978年〈昭和53年〉12月29日 - ）は、日本のお笑い芸人、YouTuber。
脊髄性筋萎縮症により、顔と左手親指を除いた部位が動かない状態である中、「お笑い芸人界で初の寝たきり障害者」を名乗って芸能活動を行っている。熊本県合志市在住。血液型はO型。星座は山羊座。身長135センチメートル、体重24キログラム。

## 来歴
1978年12月29日、現在の佐賀県みやき町に生まれる。生後間もなく脊髄性筋萎縮症を発症した。福岡県立筑後養護学校赤坂分校へ進学。養護学校（現：特別支援学校）高等部1年の時に、筋ジストロフィーを患う同級生とコンビを組んでお笑い芸人を志したが、その同級生は卒業後に他界し、芸人への道を一度断念した。
その後、2011年よりニコニコ生放送へお笑いネタの動画投稿を始め、2012年にはNHK Eテレの『バリバラ〜障害者情報バラエティー〜』にてテレビ初出演。日本一おもしろい障害者パフォーマーを決める「SHOW-1グランプリ」の第3回大会にて、準優勝を果たす。同番組に出演していたカンニング竹山は、「笑いの天才っぽい人が出てきたな」と評価した。
この後も同グランプリに出場を続け、第4回大会では7位、第5回大会では2位。本人は「寝たきり障害者がキャラ負けした」とコメントした。
2017年4月に本人主演ドキュメンタリー映画『寝たきり疾走ラモーンズ』を公開。同年8月には、自身初の写真集『あそどっぐの寝た集』（白順社）を発表している。
R-1ぐらんぷり2017では、2回戦に進出している。また、福岡市で開催されているライブイベント「お笑い番長」など、地元九州各地のイベントにも出演している。
2020年のバリバラSHOW-1グランプリ （6月25日NHKにて放送）ではついに、芸人のハウス加賀谷とコンビを組み優勝。
2020年7月11日には、極真空手、US大山空手、と並んで世界中で人気を有する、日本空手道高見空手の十級を取得。「世界初」の寝たきりで空手の有級者となった。当日は、京都から日本空手道高見空手（京都支部師範代）の大熊良樹が、熊本のあそどっぐを訪問。証書を授与しその模様がYouTubeにて放映された。
2023年5月、YouTubeチャンネルの登録者数が10万人を突破。銀の盾が贈呈された。

## 芸風
- 障害を題材にしたものが多い。その中でも定番ネタは「寝たきりあるある」。また、自虐ネタも多用している。
- 一人二役、三役といった複数人の役を一人で演じるコントを行うことが多い。

## 人物・エピソード
- 両親が海外に渡航したため、突然ひとり暮らしを始めることになった（当初は父親のみ単身赴任の予定だった）。
- 手が動かせないためサインはヘルパーの代筆である。
- 分身ロボットカフェDAWN Ver.βで生まれて初めてのアルバイトを始めた時は、分身ロボット「OriHime」を遠隔操作することで熊本県の自宅から東京のカフェに出勤できることに関して、「簡単な操作で楽しく働けるし、地方よりも時給は良い」と語っている。
- eスポーツを行っており、障害者でも操作できる機器を利用。障害者らでチームを発足し大会にも出場している[8]。また、自身のYouTubeチャンネルでもゲームの実況動画を配信している。

## 出演歴
テレビ
- バリバラ〜障害者情報バラエティー〜（2012年 - 2025年、NHK Eテレ）不定期出演
- HOPE for tomorrow（2014年8月31日、テレビ東京[9]）
- 24時間テレビ 「愛は地球を救う」（2017年8月27日、熊本県民テレビ）
- ドキュメント九州（2018年10月30日、テレビ熊本[10]）
- 元町ロックンロールスウィンドル 第8話（2019年5月20日、サンテレビ） - 俊介役
- NNNドキュメント#2525「僕を笑えますか？～障害者×お笑い～」（2020年5月18日、日本テレビ）
- 稲妻ムービーマーケット第7話（2023年5月15日、サンテレビ）

映画
- 寝たきり疾走ラモーンズ（2017年公開） - 本人

## 著書
- あそどっぐ（文・出演）越智貴雄（写真） 『あそどっぐの寝た集 : 越智貴雄写真集』白順社、2017年。ISBN 978-4-8344-0215-5。